# Football Club La Sarraz-Eclépens 2021-2022
Questa voce raccoglie le informazioni riguardanti il Football Club La Sarraz-Eclépens nelle competizioni ufficiali della stagione 2021-2022.

## Stagione
Nella stagione 2021-2022 il La Sarraz-Eclépens, allenato da Jean Bonnard e Jean-Philippe Karlen, concluse il campionato di Prima Lega al 10º posto.

## Rosa
| N. |                         | Ruolo | Calciatore          |
| -- | ----------------------- | ----- | ------------------- |
| 1  | Francia (bandiera)      | P     | Kandé Diawara       |
| 2  | Svizzera (bandiera)     | D     | Maxime Parisod      |
| 3  | Svizzera (bandiera)     | D     | Loïc Funcasta       |
| 4  | Svizzera (bandiera)     | D     | Arnaud Golay        |
| 5  | Italia (bandiera)       | D     | Roberto Elefante    |
| 6  | Svizzera (bandiera)     | D     | Michaël Zippo       |
| 6  | Svizzera (bandiera)     | C     | Yannick Bovay       |
| 7  | RD del Congo (bandiera) | C     | Moise Tsumbu Nsimba |
| 8  | Svizzera (bandiera)     | C     | Marc Aebischer      |
| 9  | Svizzera (bandiera)     | A     | Marco Le Rose       |
| 10 | Svizzera (bandiera)     | C     | Valentin Dupuis     |
| 11 | Francia (bandiera)      | C     | Samuel Gomariz      |
| 12 | Svizzera (bandiera)     | D     | Bastien Varidel     |
| 14 | Svizzera (bandiera)     | C     | Fabio Le Rose       |
| 15 | Angola (bandiera)       | C     | Odilon da Cruz      |
| 17 | Svizzera (bandiera)     | C     | Julien Kühne        |

| N. |                                 | Ruolo | Calciatore            |
| -- | ------------------------------- | ----- | --------------------- |
| 18 | Svizzera (bandiera)             | D     | Léo Dangi             |
| 18 | Kosovo (bandiera)               | A     | Loran Shehu           |
| 19 | Francia (bandiera)              | A     | Steve Grand           |
| 20 | Svizzera (bandiera)             | P     | Dominique Quillet     |
| 21 | Francia (bandiera)              | A     | Samir Benkreira       |
| 21 | Svizzera (bandiera)             | A     | David Vallélian       |
| 22 | Svizzera (bandiera)             | C     | Olivier Paltenghi     |
| 23 | Francia (bandiera)              | D     | Mamadou-Lamine Camara |
| 24 | Svizzera (bandiera)             | C     | Khalil Ouared         |
| 33 | Francia (bandiera)              | D     | Isaac Bamele          |
|    | Svizzera (bandiera)             | P     | Jimmy Cannilla        |
|    | Svizzera (bandiera)             | P     | Yann Jeanmonod        |
|    | Svizzera (bandiera)             | P     | Robert Porchet        |
|    | Bosnia ed Erzegovina (bandiera) | P     | Adin Selimović        |
|    | Svizzera (bandiera)             | C     | Kristian Andrijanic   |

## Organigramma societario
Area tecnica
- Allenatore: Jean-Philippe Karlen
- Allenatore in seconda:
- Preparatore dei portieri:
- Preparatori atletici:

## Calciomercato

### Sessione estiva
| Acquisti | Acquisti         | Acquisti      | Acquisti |
| R.       | Nome             | da            | Modalità |
| -------- | ---------------- | ------------- | -------- |
| A        | Mileno Ribeiro   | Azzurri 90    |          |
| C        | Mohamed M'Sabeg  | FC Champagne  |          |
| P        | Adin Selimović   | FC Colombier  |          |
| C        | Samuel Gomariz   | CA Pontarlier |          |
| D        | Roberto Elefante | Vevey United  |          |
| A        | Sonny Escolano   | Lorca         |          |
| A        | Loran Shehu      | Azzurri 90    |          |

| Cessioni | Cessioni | Cessioni | Cessioni |
| R.       | Nome     | a        | Modalità |
| -------- | -------- | -------- | -------- |

### Sessione invernale
| Acquisti | Acquisti       | Acquisti     | Acquisti |
| R.       | Nome           | da           | Modalità |
| -------- | -------------- | ------------ | -------- |
| C        | Khalil Ouared  | Echallens    |          |
| P        | Jimmy Cannilla | Echallens    |          |
| C        | Fabio Le Rose  | Terre Sainte |          |
| A        | Marco Le Rose  | FC Lonay     |          |

| Cessioni | Cessioni        | Cessioni          | Cessioni |
| R.       | Nome            | a                 | Modalità |
| -------- | --------------- | ----------------- | -------- |
| A        | Sonny Escolano  | Echallens         |          |
| C        | Mohamed M'Sabeg | La Chaux-de-Fonds |          |
| A        | Mileno Ribeiro  | Giouchtas         |          |

## Risultati

### Prima Lega

#### andata
| Morges 22 agosto 2021, ore 15:00 CEST 1ª giornata        | La Sarraz-Eclépens | 1 – 1 referto | Meyrin | Terrain de La Sarraz - En Gravey (350 spett.) |
| \| \| \| \| \| Parisod 69’ \| Marcatori \| 11’ Nsiala \| |                    |               |        |                                               |
|                                                          |                    |               |        |                                               |
| Parisod 69’                                              | Marcatori          | 11’ Nsiala    |        |                                               |

| Morges 29 agosto 2021, ore 15:00 CEST 2ª giornata                    | La Sarraz-Eclépens | 1 – 2 referto    | Chênois | Terrain de La Sarraz - En Gravey (250 spett.) |
| \| \| \| \| \| Molina 34’ (aut.) \| Marcatori \| 15’, 53’ Pagnoux \| |                    |                  |         |                                               |
|                                                                      |                    |                  |         |                                               |
| Molina 34’ (aut.)                                                    | Marcatori          | 15’, 53’ Pagnoux |         |                                               |

| Bulle 4 settembre 2021, ore 19:30 CEST 3ª giornata                          | Bulle     | 4 – 1 referto | La Sarraz-Eclépens | Stade de Bouleyres (308 spett.) |
| \| \| \| \| \| Bersier 30’, 50’, 90’ Genoud 37’ \| Marcatori \| 3’ Grand \| |           |               |                    |                                 |
|                                                                             |           |               |                    |                                 |
| Bersier 30’, 50’, 90’ Genoud 37’                                            | Marcatori | 3’ Grand      |                    |                                 |

| Morges 12 settembre 2021, ore 15:00 CEST 4ª giornata                          | La Sarraz-Eclépens | 2 – 1 referto      | Martigny | Terrain de La Sarraz - En Gravey (200 spett.) |
| \| \| \| \| \| Nsimba 63’ Benkreira 81’ \| Marcatori \| 90’ (rig.) Coumaré \| |                    |                    |          |                                               |
|                                                                               |                    |                    |          |                                               |
| Nsimba 63’ Benkreira 81’                                                      | Marcatori          | 90’ (rig.) Coumaré |          |                                               |

| La Chaux-de-Fonds 18 settembre 2021, ore 17:30 CEST 5ª giornata | La Chaux-de-Fonds | 3 – 0 referto | La Sarraz-Eclépens | Stadio di la Charrière (241 spett.) |
| \| \| \| \| \| Pretot 31’, 54’ Mapwata 44’ \| Marcatori \| \|   |                   |               |                    |                                     |
|                                                                 |                   |               |                    |                                     |
| Pretot 31’, 54’ Mapwata 44’                                     | Marcatori         |               |                    |                                     |

| Morges 26 settembre 2021, ore 15:00 CEST 6ª giornata                                | La Sarraz-Eclépens | 1 – 3 referto                           | Naters | Terrain de La Sarraz - En Gravey (260 spett.) |
| \| \| \| \| \| Grand 75’ \| Marcatori \| 8’ Lorenz 76’ (aut.) Diawara 85’ Emurli \| |                    |                                         |        |                                               |
|                                                                                     |                    |                                         |        |                                               |
| Grand 75’                                                                           | Marcatori          | 8’ Lorenz 76’ (aut.) Diawara 85’ Emurli |        |                                               |

| Lancy 2 ottobre 2021, ore 19:00 CEST 7ª giornata                                             | Lancy     | 3 – 2 referto               | La Sarraz-Eclépens | Stade de Marignac (210 spett.) |
| \| \| \| \| \| Fall 37’ Kaya 58’ Chentouf 76’ \| Marcatori \| 53’ (rig.) Grand 59’ Nsimba \| |           |                             |                    |                                |
|                                                                                              |           |                             |                    |                                |
| Fall 37’ Kaya 58’ Chentouf 76’                                                               | Marcatori | 53’ (rig.) Grand 59’ Nsimba |                    |                                |

| Morges 16 ottobre 2021, ore 17:30 CEST 8ª giornata | La Sarraz-Eclépens | 0 – 0 referto | Echallens | Terrain de La Sarraz - En Gravey (300 spett.) |

| Coppet 23 ottobre 2021, ore 17:00 CEST 9ª giornata                                 | Terre Sainte | 1 – 4 referto                        | La Sarraz-Eclépens | Centre Sportif des Rojalets (130 spett.) |
| \| \| \| \| \| Hysenaj 20’ \| Marcatori \| 9’ Gomariz 11’, 17’ Grand 35’ Bamele \| |              |                                      |                    |                                          |
|                                                                                    |              |                                      |                    |                                          |
| Hysenaj 20’                                                                        | Marcatori    | 9’ Gomariz 11’, 17’ Grand 35’ Bamele |                    |                                          |

| Morges 31 ottobre 2021, ore 15:00 CEST 10ª giornata                                                         | La Sarraz-Eclépens | 3 – 4 referto                             | Vevey United | Terrain de La Sarraz - En Gravey (300 spett.) |
| \| \| \| \| \| Gomariz 3’ Dupuis 42’ Grand 68’ \| Marcatori \| 8’ Gomis 23’ Cid 79’ Oliveira 90’ Kasongo \| |                    |                                           |              |                                               |
| |                    |                                           |              |                                               |
| Gomariz 3’ Dupuis 42’ Grand 68’                                                                             | Marcatori          | 8’ Gomis 23’ Cid 79’ Oliveira 90’ Kasongo |              |                                               |

| Monthey 6 novembre 2021, ore 17:00 CET 11ª giornata                                                              | Monthey   | 4 – 2 referto                | La Sarraz-Eclépens | Stade Philippe-Pottier (300 spett.) |
| \| \| \| \| \| Kutlu 10’ Oliveira 52’ Derivaz 62’ Constantin 64’ \| Marcatori \| 4’ Golay 76’ (rig.) Escolano \| |           |                              |                    |                                     |
| |           |                              |                    |                                     |
| Kutlu 10’ Oliveira 52’ Derivaz 62’ Constantin 64’                                                                | Marcatori | 4’ Golay 76’ (rig.) Escolano |                    |                                     |

| Morges 14 novembre 2021, ore 15:00 CET 12ª giornata                          | La Sarraz-Eclépens | 2 – 1 referto  | Team Vaud | Terrain de La Sarraz - En Gravey (180 spett.) |
| \| \| \| \| \| Grand 12’ (rig.) Nsimba 13’ \| Marcatori \| 90’ (rig.) Ali \| |                    |                |           |                                               |
|                                                                              |                    |                |           |                                               |
| Grand 12’ (rig.) Nsimba 13’                                                  | Marcatori          | 90’ (rig.) Ali |           |                                               |

| Thun 20 novembre 2021, ore 16:00 CET 13ª giornata                           | Thun II   | 3 – 1 referto | La Sarraz-Eclépens | Stockhorn Arena (137 spett.) |
| \| \| \| \| \| Lekaj 15’ Wyssen 90’ Gutbub 90’ \| Marcatori \| 76’ Grand \| |           |               |                    |                              |
|                                                                             |           |               |                    |                              |
| Lekaj 15’ Wyssen 90’ Gutbub 90’                                             | Marcatori | 76’ Grand     |                    |                              |

| Meyrin 27 novembre 2021, ore 17:00 CET 14ª giornata                                                                | Meyrin    | 7 – 1 referto | La Sarraz-Eclépens | Stade des Arbères (185 spett.) |
| \| \| \| \| \| Nsiala 14’, 16’ Bavueza 19’, 34’ (rig.), 90’ Phibel 29’ Nsiala 81’ \| Marcatori \| 46’ Aebischer \| |           |               |                    |                                |
| |           |               |                    |                                |
| Nsiala 14’, 16’ Bavueza 19’, 34’ (rig.), 90’ Phibel 29’ Nsiala 81’                                                 | Marcatori | 46’ Aebischer |                    |                                |

| Trois-Chenes 5 marzo 2022, ore 17:30 CET 15ª giornata                                  | Chênois   | 4 – 0 referto | La Sarraz-Eclépens | Stade des Trois-Chêne (182 spett.) |
| \| \| \| \| \| Bilalli 48’ (rig.), 57’ Bengueddoudj 78’ Munishi 86’ \| Marcatori \| \| |           |               |                    |                                    |
|                                                                                        |           |               |                    |                                    |
| Bilalli 48’ (rig.), 57’ Bengueddoudj 78’ Munishi 86’                                   | Marcatori |               |                    |                                    |

#### ritorno
| Morges 13 marzo 2022, ore 15:00 CET 16ª giornata                                                                    | La Sarraz-Eclépens | 2 – 5 referto                                                    | Bulle | Terrain de La Sarraz - En Gravey (180 spett.) |
| \| \| \| \| \| Elefante 1’, 81’ \| Marcatori \| 40’ Afonso 54’ Bersier 61’ Deschenaux 83’ Desportes 87’ Golliard \| |                    |                                                                  |       |                                               |
| |                    |                                                                  |       |                                               |
| Elefante 1’, 81’ | Marcatori          | 40’ Afonso 54’ Bersier 61’ Deschenaux 83’ Desportes 87’ Golliard |       |                                               |

| Martigny 19 marzo 2022, ore 16:30 CET 17ª giornata                   | Martigny  | 2 – 1 referto | La Sarraz-Eclépens | Stade d'Octodure (240 spett.) |
| \| \| \| \| \| Samardzic 68’ Sissoko 90’ \| Marcatori \| 88’ Rose \| |           |               |                    |                               |
|                                                                      |           |               |                    |                               |
| Samardzic 68’ Sissoko 90’                                            | Marcatori | 88’ Rose      |                    |                               |

| Morges 14 aprile 2022, ore 20:00 CEST 18ª giornata                                   | La Sarraz-Eclépens | 5 – 1 referto | La Chaux-de-Fonds | Terrain de La Sarraz - En Gravey (200 spett.) |
| \| \| \| \| \| Rose 38’, 47’ Gomariz 54’ Grand 80’, 90’ \| Marcatori \| 48’ Vacco \| |                    |               |                   |                                               |
|                                                                                      |                    |               |                   |                                               |
| Rose 38’, 47’ Gomariz 54’ Grand 80’, 90’                                             | Marcatori          | 48’ Vacco     |                   |                                               |

| Naters 20 aprile 2022, ore 20:00 CEST 19ª giornata                           | Naters    | 2 – 2 referto       | La Sarraz-Eclépens | Sportanlage Stapfen (200 spett.) |
| \| \| \| \| \| Spahiu 12’ Abbadie 45’ \| Marcatori \| 23’ Rose 59’ Dupuis \| |           |                     |                    |                                  |
|                                                                              |           |                     |                    |                                  |
| Spahiu 12’ Abbadie 45’                                                       | Marcatori | 23’ Rose 59’ Dupuis |                    |                                  |

| Morges 10 aprile 2022, ore 15:00 CEST 20ª giornata                                                                | La Sarraz-Eclépens | 3 – 0 a tavolino referto                         | Lancy | Terrain de La Sarraz - En Gravey (200 spett.) |
| \| \| \| \| \| Grand 41’ (rig.) Paltenghi 44’ \| Marcatori \| 19’ Rahimi 52’, 77’ Chentouf 90’ Marie 90’ Silva \| |                    |                                                  |       |                                               |
| |                    |                                                  |       |                                               |
| Grand 41’ (rig.) Paltenghi 44’                                                                                    | Marcatori          | 19’ Rahimi 52’, 77’ Chentouf 90’ Marie 90’ Silva |       |                                               |

| Echallens 23 aprile 2022, ore 17:00 CEST 21ª giornata | Echallens | 1 – 0 referto | La Sarraz-Eclépens | Stade des Trois Sapins (300 spett.) |
| \| \| \| \| \| Demiri 81’ (rig.) \| Marcatori \| \|   |           |               |                    |                                     |
|                                                       |           |               |                    |                                     |
| Demiri 81’ (rig.)                                     | Marcatori |               |                    |                                     |

| Morges 1º maggio 2022, ore 15:00 CEST 22ª giornata                                                           | La Sarraz-Eclépens | 5 – 2 referto          | Terre Sainte | Terrain de La Sarraz - En Gravey (180 spett.) |
| \| \| \| \| \| Grand 15’, 68’ Gomariz 28’ Benkreira 79’ Dupuis 89’ \| Marcatori \| 32’ Ntongo 87’ Hysenaj \| |                    |                        |              |                                               |
| |                    |                        |              |                                               |
| Grand 15’, 68’ Gomariz 28’ Benkreira 79’ Dupuis 89’                                                          | Marcatori          | 32’ Ntongo 87’ Hysenaj |              |                                               |

| Vevey 7 maggio 2022, ore 17:30 CEST 23ª giornata          | Vevey United | 2 – 0 referto | La Sarraz-Eclépens | Stade de Copet (640 spett.) |
| \| \| \| \| \| Mandiang 17’ Mebrak 80’ \| Marcatori \| \| |              |               |                    |                             |
|                                                           |              |               |                    |                             |
| Mandiang 17’ Mebrak 80’                                   | Marcatori    |               |                    |                             |

| Morges 14 maggio 2022, ore 15:00 CEST 24ª giornata                                                           | La Sarraz-Eclépens | 5 – 2 referto         | Monthey | Terrain de La Sarraz - En Gravey (150 spett.) |
| \| \| \| \| \| Grand 37’, 52’ (rig.), 57’ Aebischer 79’ Gomariz 83’ \| Marcatori \| 45’ Lima 75’ Ambrosio \| |                    |                       |         |                                               |
| |                    |                       |         |                                               |
| Grand 37’, 52’ (rig.), 57’ Aebischer 79’ Gomariz 83’                                                         | Marcatori          | 45’ Lima 75’ Ambrosio |         |                                               |

| Losanna 21 maggio 2022, ore 16:00 CEST 25ª giornata                           | Team Vaud | 1 – 3 referto                     | La Sarraz-Eclépens | Stade Olympique de la Pontaise (140 spett.) |
| \| \| \| \| \| Okuka 52’ \| Marcatori \| 6’ Paltenghi 49’ Bamele 77’ Grand \| |           |                                   |                    |                                             |
|                                                                               |           |                                   |                    |                                             |
| Okuka 52’                                                                     | Marcatori | 6’ Paltenghi 49’ Bamele 77’ Grand |                    |                                             |

| Morges 28 maggio 2022, ore 16:00 CEST 26ª giornata                                          | La Sarraz-Eclépens | 3 – 2 referto          | Thun II | Terrain de La Sarraz - En Gravey (850 spett.) |
| \| \| \| \| \| Paltenghi 28’ Ouared 57’ Grand 62’ \| Marcatori \| 57’ Matoshi 90’ Berger \| |                    |                        |         |                                               |
|                                                                                             |                    |                        |         |                                               |
| Paltenghi 28’ Ouared 57’ Grand 62’                                                          | Marcatori          | 57’ Matoshi 90’ Berger |         |                                               |

## Statistiche

### Statistiche di squadra
| Competizione | Punti | In casa | In casa | In casa | In casa | In casa | In casa | In trasferta | In trasferta | In trasferta | In trasferta | In trasferta | In trasferta | Totale | Totale | Totale | Totale | Totale | Totale | DR  |
| Competizione | Punti | G       | V       | N       | P       | Gf      | Gs      | G            | V            | N            | P            | Gf           | Gs           | G      | V      | N      | P      | Gf     | Gs     | DR  |
| ------------ | ----- | ------- | ------- | ------- | ------- | ------- | ------- | ------------ | ------------ | ------------ | ------------ | ------------ | ------------ | ------ | ------ | ------ | ------ | ------ | ------ | --- |
| Prima Lega   | 30    | 13      | 7       | 2       | 4       | 33      | 24      | 13           | 2            | 1            | 10           | 17           | 37           | 26     | 9      | 3      | 14     | 50     | 61     | -11 |
| Totale       | 30    | 13      | 7       | 2       | 4       | 33      | 24      | 13           | 2            | 1            | 10           | 17           | 37           | 26     | 9      | 3      | 14     | 50     | 61     | -11 |

### Andamento in campionato
| Giornata  | 1 | 2  | 3  | 4  | 5  | 6  | 7  | 8  | 9  | 10 | 11 | 12 | 13 | 14 | 15 | 16 | 17 | 18 | 19 | 20 | 21 | 22 | 23 | 24 | 25 | 26 |
| --------- | - | -- | -- | -- | -- | -- | -- | -- | -- | -- | -- | -- | -- | -- | -- | -- | -- | -- | -- | -- | -- | -- | -- | -- | -- | -- |
| Luogo     | C | C  | T  | C  | T  | C  | T  | C  | T  | C  | T  | C  | T  | T  | T  | C  | T  | C  | T  | C  | T  | C  | T  | C  | T  | C  |
| Risultato | N | P  | P  | V  | P  | P  | P  | N  | V  | P  | P  | V  | P  | P  | P  | P  | P  | V  | N  | V  | P  | V  | P  | V  | V  | V  |
| Posizione | 7 | 12 | 12 | 10 | 11 | 11 | 12 | 11 | 11 | 11 | 11 | 10 | 11 | 11 | 13 | 13 | 14 | 13 | 13 | 13 | 13 | 13 | 14 | 14 | 12 | 10 |

Legenda:

Luogo: C = Casa; T = Trasferta. Risultato: V = Vittoria; N = Pareggio; P = Sconfitta.